# الخطوط الجوية الصومالية
الخطوط الجوية الصومالية (بالإنجليزية: Somali Airlines)‏ أنشئت في عام 1964 ، فإنها تقدم رحلات إلى كل من الوجهات المحلية والدولية. عملت بوينغ 720، بوينغ 707-300s وايرباص A310-300s على شبكة الشرق الأوسط وأوروبا. الطيران العمليات المتوقفة بعد بدء الحرب الأهلية في أوائل 1990s. بإعادة تشكيل الحكومة الصومالية في وقت لاحق بدأت الاستعدادات في عام 2012 ومن المتوقع إطلاق الناقل،  مع أول الصومالية الجديدة شركات الطيران الطائرات المقرر تسليمها بحلول نهاية كانون الأول / ديسمبر 2013.

## التاريخ

### العامة
تأسست الخطوط الجوية الصومالية في 5 مارس 1964 كما المستقلة حديثا في الصومال شركة الطيران الوطنية. في البلاد ثم حكومة مدنية وأليطاليا المملوكة بحصص متساوية في الشركة،  مع كل عقد من 50% حصة مسيطرة. بموجب اتفاق مدته خمس سنوات، اليطاليا المقدمة الطيران مع الدعم الفني. وفقا الصومالية الخطوط الجوية المدير في ذلك الوقت عبد الله Shireh، الناقل أنشئت في المقام الأول على نحو أكثر فعالية الاتصال العاصمة مقديشو إلى مناطق أخرى في البلاد.

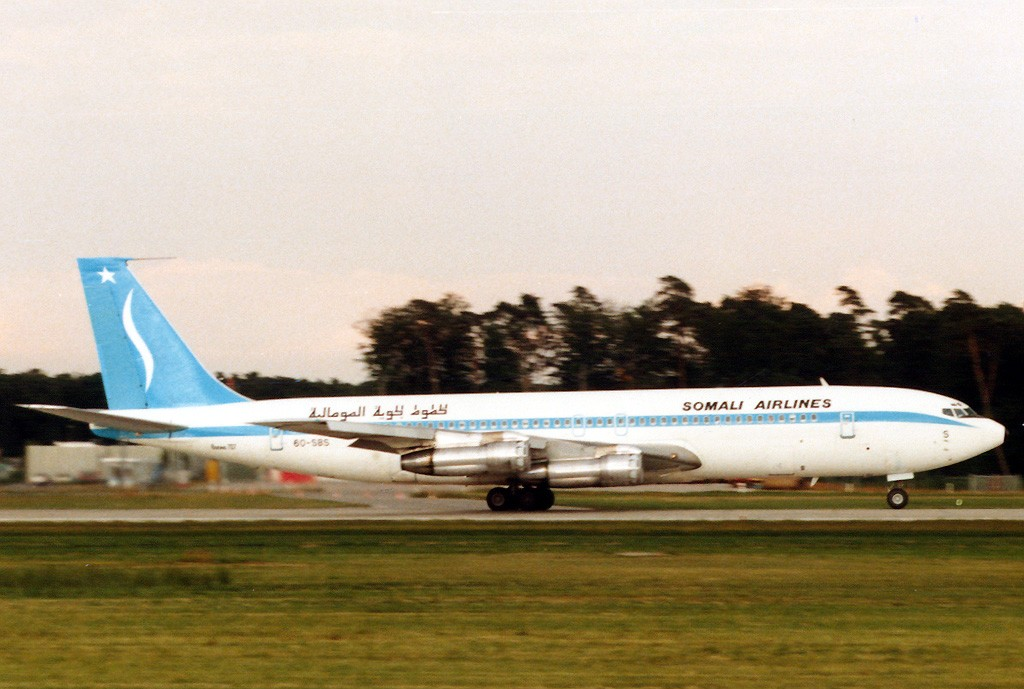
طيران الصومال شركات الطيران بوينغ 707-330B في مطار فرانكفورت (1988).

بعد وقت قصير من الناقل تشكلت أربعة دوغلاس DC-3 تم التبرع بها من قبل الولايات المتحدة. شركات الطيران بدأت عملياتها في يوليو 1964 (1964-07)في البداية تخدم الوجهات المحلية مع أسطول من ثلاثة DC-3 واثنين من طراز سيسنا 180s. قبل هذا، والخدمات المحلية قد تم تشغيلها من قبل عدن الخطوط الجوية. مقديشو–عدن تشغيل تبقى جوا تحت بركة اتفاق مع عدن الخطوط الجوية حتى آذار / مارس 1965 ، عندما الصومالية شركات الطيران شرعت في خدمة الطريق إلى هذه الوجهة مع الطائرات الخاصة. خدمة نيروبي في وقت لاحق أطلقت في يناير 1966 (1966-01). وقد توقف في يونيو نفس العام، بعد أن الناقل منعت من الطيران في المجال الجوي الكيني التالية راديو مقديشو بث الهجمات الكلامية ضد الرئيس الكيني جومو كينياتا. خدمة أسبوعية إلى دار السلام تم تقديمه في أكتوبر 1967 (1967-10).
في مارس 1970 (1970-03)الشركة الرئيس كان عبدي محمد الناموس الذي يعملون 120 العمال. في هذا الوقت، الأسطول يتكون من اثنين من طراز سيسنا 185sثلاثة DC-3 وأربعة الفيكونت 700s. واحدة من هذه Viscounts (6O-آج) تعرضت لحادث أثناء هبوطها في مقديشو في 6 مايو 1970. الطائرة كان على نهج النهائي عندما الطاقم أدركت أن الرحلة كانت الضوابط لا يستجيب. السيطرة على الطائرة كان جزئيا المكتسبة عن طريق استخدام السلطة، لكن الطائرة هبطت الثابت، مما تسبب في الأنف والعتاد إلى الانهيار. خمسة أشخاص لقوا حتفهم في الحادث من 30 ركاب على متنها. في أوائل عام 1974 ، عقدا مع Tempair لتوفير بوينغ 720Bيتم نشرها على مقديشو–لندن الطريق، وكذلك على رحلات داخل أفريقيا إلى الشرق الأوسط، تم التوقيع; الاتفاق بشكل فعال في أبريل 1974 (1974-04).:487 في أواخر عام 1975 ، وهما من طراز فوكر F27s تم الحصول عليها. في عام 1976 ، قامت الشركة بشراء طائرتين من طراز بوينغ 720B من الخطوط الجوية الأمريكية، الاثنين الماضي هم في الخدمة مع أمريكا الناقل. كما أمرت اثنين آخرين بوينغ 707s. الخطوط الجوية الصومالية في وقت لاحق أصبحت بالكامل المملوكة للدولة الشركة في عام 1977, عندما كانت الحكومة المكتسبة 49% من الاسهم المملوكة من قبل شركة أليطاليا.

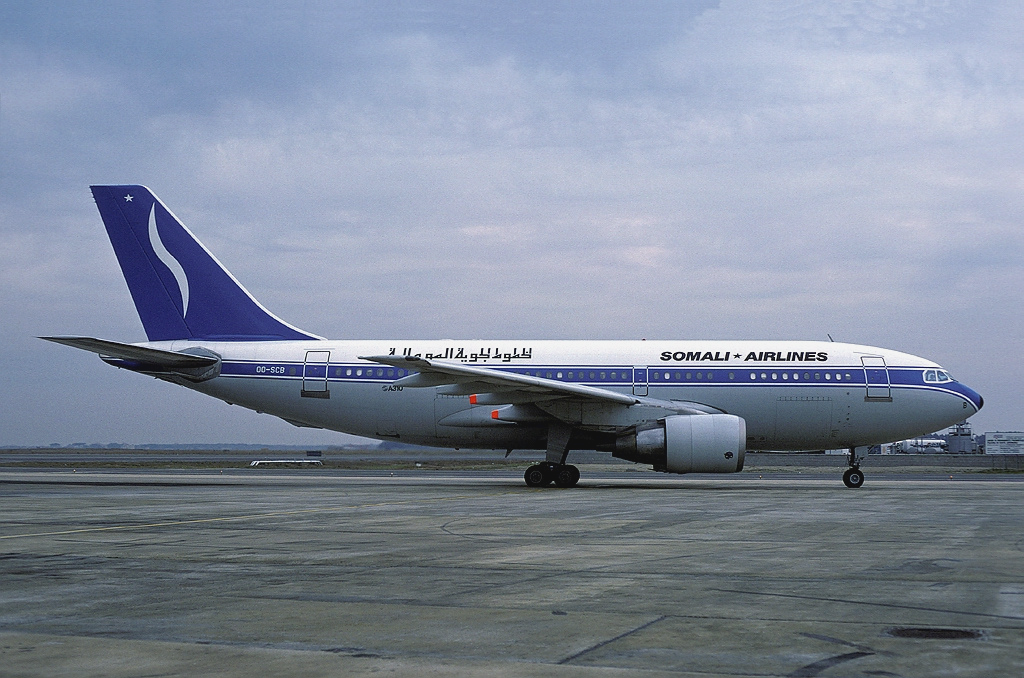
وهو بلجيكا-سجلت إيرباص A310-200 في الخطوط الجوية الصومالية كسوة في مطار فيوميتشينو (1989).

من يوليو 1980 (1980-07) ، الأسطول يتكون من اثنين من طراز بوينغ 707-320C، طائرتين من طراز بوينغ 720B ، وهما من طراز فوكر F27-600sاثنين DC-3, واحد من طراز سيسنا 402 واحد من طراز سيسنا 180. العقيد Mohamoud Gulaid تم تعيين رئيس والرئيس التنفيذي خلال عام 1983. في 1985 (1985) ، وعدد من الموظفين كان 714 الأسطول قلل تشمل طائرتين من طراز بوينغ 707-320C واثنين F. 27-600s مع طرق تشغيلها من بربرة ومقديشو إلى أبو ظبي، القاهرة، فرانكفورت، جدة، نيروبي وروما. في فبراير 1987 (1987-02)، طريق جديد إلى بانجول وكوناكري أطلق وشركة على سبيل ايرباص A310-300 وضعت في أواخر هذا العام، مع وجود خيار آخر واحد ؛ الطائرة كانت تهدف إلى استبدال 707 الأسطول على الطرق المؤدية إلى أوروبا والشرق الأوسط.
بسبب اندلاع الحرب الأهلية في 1990s في وقت مبكر، كل من الناقل عمليات علقت رسميا في عام 1991. الفراغ الناجم عن انهيار شركات الطيران تم شغلها من قبل مختلف الصومالية التي تملكها شركات خاصة، مثل جوبا للطيران، خطوط دالو الجوية وهي تحمل و بونت أير.

### إطلاق
في نيسان / أبريل 2012 ، الصومالي الأسبق الخطوط الجوية الطيارين، Abikar نور وأحمد علمي غوري، واجتمع مع مسؤولي الطيران في مركز لوفتهانزا للتدريب على الطيران في فينيكس، الولايات المتحدة الأمريكية، لمناقشة إمكانية استئناف العمل التاريخية العلاقة بين الصوماليين شركة طيران لوفتهانزا. وانتهى الاجتماع على تعهد في المدرسة رئيس الكابتن ماتياس Kippenberg لمساعدة الصوماليين سلطات الطيران في التدريب المحتملين الطيارين.
في يوليو / تموز 2012 ، محمد عثمان علي (Dhagah الطور) ، مدير عام وزارة الطيران والنقل، أعلنت الحكومة الصومالية قد بدأت الاستعدادات لإحياء الناقل الوطني الخطوط الجوية الصومالية. السلطات الصومالية جنبا إلى جنب مع الصومال الطيران المدني في اللجنة التوجيهية (SCASC) — لجنة مشتركة تتألف من مسؤولين من الصومال الاتحادية والحكومات الإقليمية فضلا عن أعضاء من مجلس الطيران المدني للدول العربية، منظمة الطيران المدني الدولي/TCB — برنامج الأمم المتحدة الإنمائي عقد مع الطيران الدولي المجموعات في مونتريال إلى طلب الدعم من أجل استمرار جهود إعادة التأهيل. على SCASC تعيين ثلاث سنوات نافذة من أجل إعادة بناء الوطنية القدرة على الطيران المدني. كما طلب نقل كامل الصومالية عمليات الطيران المدني والأصول من مجلس الطيران المدني للدول العربية المؤقتة الجسم إلى السلطات الصومالية.
في تشرين الثاني / نوفمبر 2013 ، ألمانياعلى أساس Skyliner ذكرت أن مجموعة جديدة من طراز بوينغ 737-400 طائرة الشحن كان من المقرر أن يتم نقلها من مطار بودابست إلى مقديشو بحلول نهاية كانون الأول / ديسمبر. وكانت الطائرة بالتزامن يجري رسمها في الوطنية الصومالية الألوان قبل التسليم. ممثلة للموظفين على السلوفاكي SAMair الشركة، زولت كوفاكس، كما أشارت إلى أن طائرة أخرى أيضا يخضع البناء في المطار وأن كل الطائرات التي تم شراؤها من SAMair من قبل السلطات الاتحادية الصومالية باسم الخطوط الجوية الصومالية.

## الوجهات

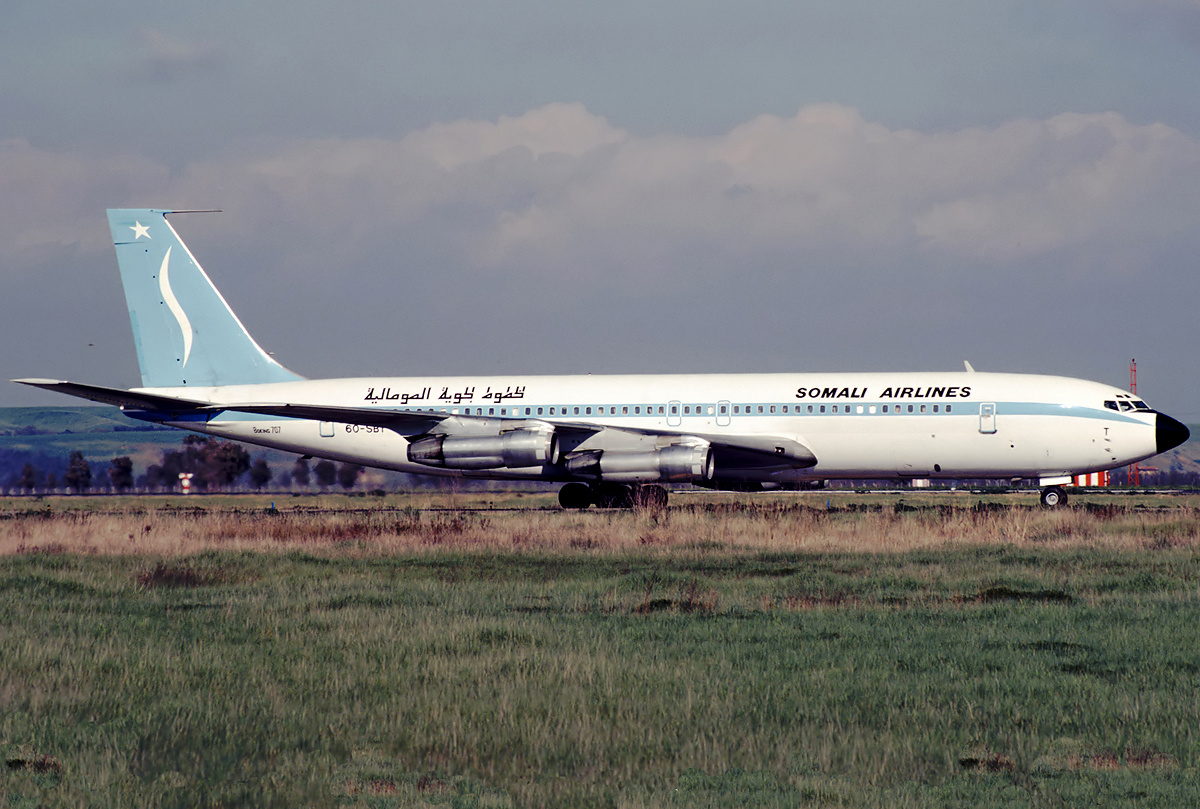
صومالي شركات الطيران بوينغ 707-320B في مطار فيوميتشينو (1989).

التالي هو قائمة من وجهة على شركة طيران تقدم على مدار تاريخها:

## أسطول

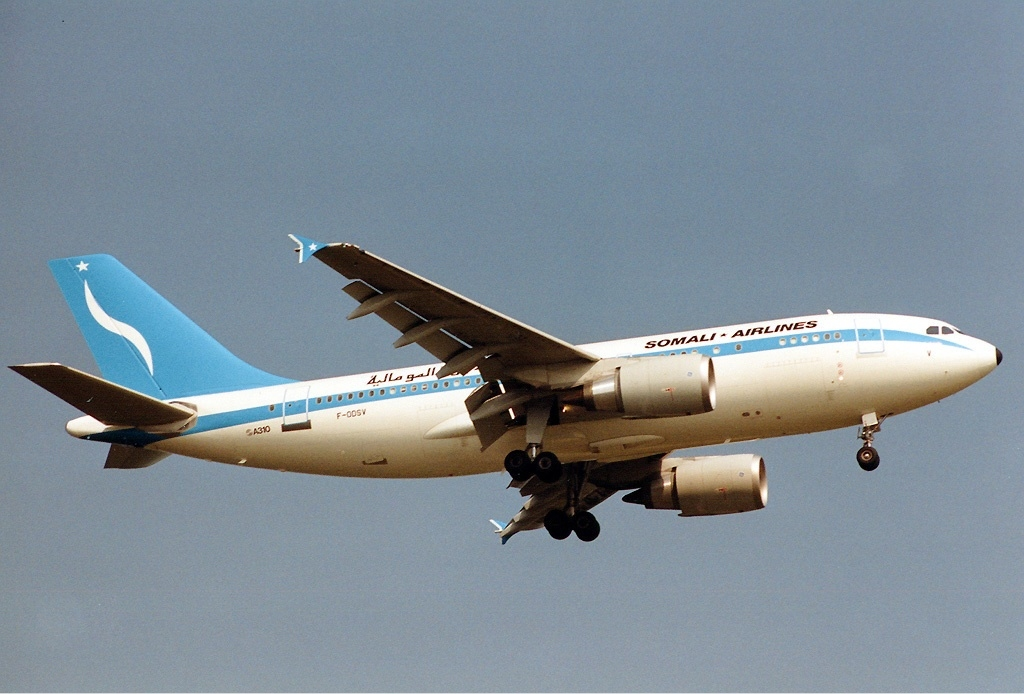
صومالي شركات الطيران ايرباص A310-300 في الرحلة (1989).

الصومالية الخطوط الجوية تعمل على الأجهزة التالية خلال كل تاريخها:
- ايرباص A310-200
- ايرباص A310-300
- بوينغ 707-120B
- بوينغ 707-320
- بوينغ 707-320B
- بوينغ 707-320C
- بوينغ 720B
- بوينغ 727-200
- دوغلاس ج-47A
- فوكر F27-200
- فوكر F27-600
- الفيكونت 742D

## الحوادث
وفقا سلامة الطيران الشبكةالصومالية الخطوط الجوية شهدت ستة أحداث على مدار تاريخها ؛ خمسة من حدوث حمل مع هال-فقدان الطائرة المعنية، ثلاثة منهم قتلى.

## وصلات خارجية
- (الصومالية)

الصومالية سلطة الطيران المدني